# Березина, или Последние дни Швейцарии
«Березина, или Последние дни Швейцарии» (нем. Beresina oder Die letzten Tage der Schweiz) — фильм швейцарского режиссёра Даниэля Шмида по сценарию Мартина Сутера с российской актрисой Еленой Пановой в главной роли.

## Сюжет
Ирина, простоватая жительница подмосковного города Электросталь, мечтает обосноваться в Швейцарии и перевезти туда многочисленную родню. Она становится элитной «девушкой по вызову» и обслуживает высокопоставленных швейцарских сановников, среди которых есть и отставной генерал, раскрывающий Ирине некоторые военные секреты, в том числе сеть подземных галерей в Альпах (существующую реально). Ирина хочет выйти за него замуж, но оказывается, что жена (о наличии которой генерал молчал) отставного военного находится на постоянном лечении в психиатрической клинике. Все остальные попытки получить гражданство Швейцарии также безуспешны, и Ирина получает предписание покинуть страну. Тем временем семья Ирины уже сидит на чемоданах, перечитывая её ободряющие письма. Совершенно случайно Ирина оказывается втянута в антигосударственный заговор, разработанный подпольной группой «Кобра», членом которой является отставной генерал. Напившись от отчаяния, Ирина звонит по телефону и случайно даёт сигнал к началу переворота. Подпольщикам, сплошь пенсионерам (включая инвалида, доставленного волонтёркой к месту выполнения задания на коляске), без труда удаётся захватить власть в стране в свои руки; незыблемая швейцарская государственность оказывается колоссом на глиняных ногах. После ликвидации всех высших должностных лиц Швейцарии заговорщики являются в дом к Ирине, узнав, откуда исходил телефонный сигнал к перевороту и докладывают, что Швейцария у её ног в целости и сохранности. В финале Ирина коронована в качестве Королевы Швейцарии.

## В ролях
| Актёр              | Роль                       |
| ------------------ | -------------------------- |
| Елена Панова       | Ирина                      |
| Джеральдина Чаплин | Шарлота Ди                 |
| Мартин Бенрат      | генерал Штурценегер        |
| Ульрих Ноэн        | доктор Альфред Вольдфогель |
| Иван Дарваш        | директор Ханс Феттерли     |

## Название
Девизом «Кобры» были строчки из швейцарской песенки «Смелее, смелее, дорогие братья…», которую швейцарцы, находившиеся в армии Наполеона, напевали при переправе через Березину.

## Критика
Фильм демонстрировался на кинофестивале в Локарно, где соревнуются представители авторского кино. Однако общая оценка «Березины» критиками была довольно прохладной (на фоне других работ режиссёра). Подчёркивалась некоторая «телевизионная» поверхностность и затянутость фильма (при том, что сценарий принадлежит известному писателю Мартину Сутеру). В то же время критики оценили едкий социально-политический пафос картины и исполнение главной роли российской актрисой Еленой Пановой.